# Burg Niederklein
Die Burg Niederklein ist eine abgegangene Burg in Niederklein, einem Stadtteil von Stadtallendorf im Landkreis Marburg-Biedenkopf in Hessen.
Als Erbauer der Burg werden die Herren von Gleen (Ortsadel, alter Ortsname) genannt. Der ehemalige Burgsitz, dessen Reste am Kirchhof wohl noch erhalten sind, wurde 1407 urkundlich erwähnt. 